# Aphanolejeunea borneensis
Aphanolejeunea borneensis là một loài Rêu trong họ Lejeuneaceae. Loài này được (Herzog) Pocs mô tả khoa học đầu tiên năm 1984.